# Werner Ahrens
Werner Ahrens (* 28. August 1915 in Hamburg; † unbekannt) war ein deutscher Journalist und Diplomat, der unter anderem Botschafter in Dänemark und Polen war.

## Leben
Nach dem Abitur leistete Ahrens einen Einsatz beim Reichsarbeitsdienst und anschließend seinen Wehrdienst, ehe er 1937 ein Studium der Philologie aufnahm. Nach Beginn des Zweiten Weltkrieges trat er wieder in die Wehrmacht ein und leistete zuletzt seinen Dienst als Hauptmann bei einer Nachrichteneinheit der Panzertruppe. Nach seiner Entlassung aus der Kriegsgefangenschaft setzte er sein Studium der Philologie an der Universität Hamburg fort und legte 1947 seine Promotion zum Dr. phil. mit einer Dissertation zum Thema Krankheit und Tod als Mittel dichterischer Charakteristik im modernen französischen Roman ab.
Im Anschluss nahm er eine berufliche Tätigkeit als Journalist auf und wurde zunächst 1948 Chef vom Dienst bei der Südena, einer in Baden-Baden ansässigen Nachrichten- und Presseagentur, ehe er 1951 Redakteur für Außenpolitik der Bundesrepublik Deutschland im Büro der Deutschen Presse-Agentur (dpa) in Bonn wurde. 1954 wechselte er in das Presse- und Informationsamt der Bundesregierung und war dort als Oberregierungsrat tätig.
1959 trat Ahrens in den Auswärtigen Dienst ein und war zunächst bis 1963 als Vortragender Legationsrat Leiter des Referats für Auslandsinformationen in der Zentrale des Auswärtigen Amtes in Bonn. Danach war er zunächst als Botschaftsrat Erster Klasse Ständiger Vertreter des Botschafters in Dänemark sowie im Anschluss von 1967 bis 1970 Ständiger Vertreter des Botschafters in Griechenland.
Nach seiner Rückkehr in die Bundesrepublik wurde er 1970 als Ministerialdirektor Leiter der Auslandsabteilung des Presse- und Informationsamtes der Bundesregierung. Danach erhielt er im Juli 1973 als Nachfolger von Günther Scholl seine Akkreditierung als Botschafter in Dänemark, wo er bis zu seiner Ablösung durch Harald Hofmann im Jahr 1977 tätig war.
Zuletzt war Ahrens zwischen 1977 und 1979 als Nachfolger von Hans Hellmuth Ruete Botschafter in Polen. In dieser Funktion war er im April 1979 an der Organisation einer Reise von Herbert Wehner, dem damaligen Vorsitzenden der SPD-Fraktion im Deutschen Bundestag, sowie Greta Wehner, Helmuth Becker, Bruno Friedrich, Gerhard Jahn, Hans-Jürgen Junghans, Alfons Pawelczyk und Walter Polkehn beteiligt. Dabei wurden unter anderem auch Gespräche mit führenden polnischen Politikern wie Edward Gierek, Edward Babiuch, Wacław Piątkowski und Ryszard Wojna über innerdeutsche Beziehungen geführt. Nach seiner Versetzung in den vorzeitigen Ruhestand folgte ihm 1979 Georg Negwer auf diesem Posten.

## Auszeichnungen
- 1969: Verdienstkreuz 1. Klasse der Bundesrepublik Deutschland
- 1971: Großoffizier des Orden von Oranien-Nassau der Niederlande[2]
- 1973: Großes Goldenes Ehrenzeichen mit dem Stern für Verdienste um die Republik Österreich[3]
- 1977: Großes Verdienstkreuz der Bundesrepublik Deutschland